# Ngựa kéo hạng nặng Vladimir
Ngựa kéo hạng nặng Vladimir là một giống ngựa kéo hạng nặng của Nga. Giống ngựa này được nhân giống vào đầu thế kỷ XX tại các trang trại và hợp tác xã ở Ivanovo Oblast và Vladimir Oblast, ở phía đông của Moskva. Ảnh hưởng quan trọng nhất đối với sự phát triển của giống ngựa này là từ ba con ngựa giống thuộc giống ngựa Clydesdale trong khoảng từ năm 1910 đến 1923. Vladimir được chính thức công nhận vào năm 1946.

## Lịch sử=
Đế quốc Nga không có giống ngựa kéo hạng nặng bản địa. Vladimir được tạo ra cùng thời điểm với sự phát triển của Ngựa kéo hạng nặng Nga ở Ukraina.:277
Các nền tảng của giống Vladimir diễn ra trong khoảng từ năm 1886 đến 1924. Sinh sản ban đầu bắt đầu tại trang trại ngựa giống của Gavrilov Posad, ở Ivanovo, nơi ngựa địa phương được lai tạo với giống ngựa Clydesdale nhập khẩu, với một số ảnh hưởng hạn chế từ ngựa Vịnh Cleveland, ngựa Percheron và ngựa Suffolk Punch.:511:276 Một số sử dụng ngựa cái thuộc giống ngựa Shire trong khoảng thời gian từ 1919 đến 1929.:276:327 Ba con ngựa nền tảng của giống ngựa này đều là ngựa thuộc giống Clydesdale. Hai trong số này - Border Brand và Lord James - đã được sinh ra vào năm 1910, trong khi Glen Albin sinh năm 1923.:276
Số lượng nhân giống chéo đã giảm dần trong những năm 1920, và trong hai mươi năm tiếp theo, đặc tính và loại giống đã được cố định. Sự công nhận chính thức vào năm 1946.:276